# 아트앤스터디
아트앤스터디는 대한민국의 소기업으로, 인문학과 문화예술의 저변 확대를 위해 2000년에 설립되었다. 대한민국 최초의 인문학 포털 사이트 '아트앤스터디'를 2001년에 개설하여 운영하였다.